# Hanbin
Ngô Ngọc Hưng, mais conhecido pelo seu nome artístico Hanbin (hangul: 한빈) é um cantor vienamita que atua na Coreia do Sul como integrante do boygroup TEMPEST. O mesmo ganhou notoriedade após participar do survival show I-LAND da emissora Mnet.

## Vida jovem
Hanbin (Ngô Ngọc Hưng), nasceu em Yên Bái, Vietnã. O artista aprendeu a dançar sozinho desde que tinha 15 anos, como afirmado em seu fanmeeting.
Se mudou para Hanoi para ingressar em uma universidade onde fundou o grupo de dança CAC, no qual permaneceu por 3 anos com o nome artístico Hưng Bin.
Em julho de 2019 o mesmo passou em uma audição da Hybe Corporation e se tornou trainee.

## Carreira

### 2020–2021:I-LAND, primeiro fanmeeting, e mudança de agência
Em 2 de junho de 2020, Hanbin foi apresentado como participante do survival show I-LAND, feito em parceria entre as empresas CJ ENM e HYBE. No primeiro episódio o mesmo performou ´´Jopping´´ do boygroup SuperM, juntamente de NI-KI e Nicholas, sendo eliminado pelos participantes, se juntando ao grupo Ground do programa. No sétimo episódio o mesmo ficou na 12ª posição no programa, passando para a Parte 2 e virando um dos 12 finalistas.  No 10º episódio, Hanbin ficou em 4º na votação global com 1,415,420 votos. No 11º episódio, o mesmo foi eliminado pelos produtores.
Seguindo sua eliminação do I-LAND, em 20 de outubro foi anunciado pela Belift Lab que Hanbin faria seu próprio fanmeeting online, Hanbin !00%, em 31 de dezembro. Em 16 de dezembro, o mesmo abriu sua conta pessoal no Twitter, tendo mais de 150 mil seguidores em 24 horas.
Em 31 de dezembro, Hanbin apresentou uma apresentação solo com a música "I&Credible" no Big Hit NYEL Concert.
Em 2 de junho de 2021, a empresa Belift Lab anunciou que o mesmo havia deixado a empresa após discussões entre ambas as partes. Mais tarde no mesmo dia, foi revelado que Hanbin havia assinado com a empresa Yuehua Entertainment.

### 2022: Estréia com o TEMPEST
Em 3 de janeiro de 2022, Hanbin foi apresentado como o quinto integrante do grupo TEMPEST. O grupo estreiou em 2 de março de 2022 com o mini álbum It's Me, It's We. Ao estrear no grupo, Hanbin se tornou o primeiro homem vietnamita a estrear como idol de K-pop.

## Filmografia

### Televisão
| Ano  | Canal | Título | Notas        | Ref    |
| ---- | ----- | ------ | ------------ | ------ |
| 2020 | Mnet  | I-Land | Participante | [ 11 ] |

## Shows e turnês

### Fanmeetings
- Hanbin !00% (2021)